# Gymnoscelis protracta
Gymnoscelis protracta là một loài bướm đêm trong họ Geometridae.